# Charles Grignion (1754-1804)
Pour les articles homonymes, voir Grignion.
Charles Grignion (Londres, 1754 - Livourne, 1804), dit « le jeune » pour le distinguer de son oncle le graveur Charles Grignion, est un dessinateur et peintre britannique, spécialisé dans le portrait.

## Biographie
Charles Grignion appartient à une famille d'horlogers huguenots français installée en Angleterre depuis la fin du XVIIe siècle. Son oncle, Charles Grignion (1717-1810), dit parfois « l'aîné », est un graveur londonien réputé et prolifique, qui travaille entre autres aux côtés de William Hogarth.
Spécialisé dans l'illustration médicale, Grignion l'aîné forme sans doute son neveu au dessin et à l'art de la gravure. On retrouve le jeune Charles en 1768 reçu à la Society of Arts qui lui délivre des prix d'encouragement pour ses dessins. À cette époque, il côtoie Andrew Van Rymsdyk (1753/4-1786), également primé, qui est le fils de Jan van Rymsdyk (en) : les deux familles semblent liées, du moins sur le plan professionnel,. 
Son maître en peinture est l'artiste italien Giovanni Battista Cipriani, installé dans la capitale anglaise.
Grignion le jeune est surtout réputé pour une série de portraits, des huiles sur toile représentant des personnalités du royaume. En 1776, Charles obtient une médaille d'or au concours de peinture d'histoire de la Royal Academy of Arts. En 1782, il part donc pour Rome, pensionné par l'institution. Il aurait servi là-bas entre autres d'agent auprès de marchands d'art britanniques et de collectionneurs de peintures italiennes. Quelques dessins romains de Grignion ont été traduits en gravures.
Au moment de l'invasion française, il se réfugie loin de Rome. Il meurt à Livourne en octobre 1804 où il était tombé malade de la fièvre. Il est enterré dans l'ancien cimetière des Anglais.

## Principaux portraits

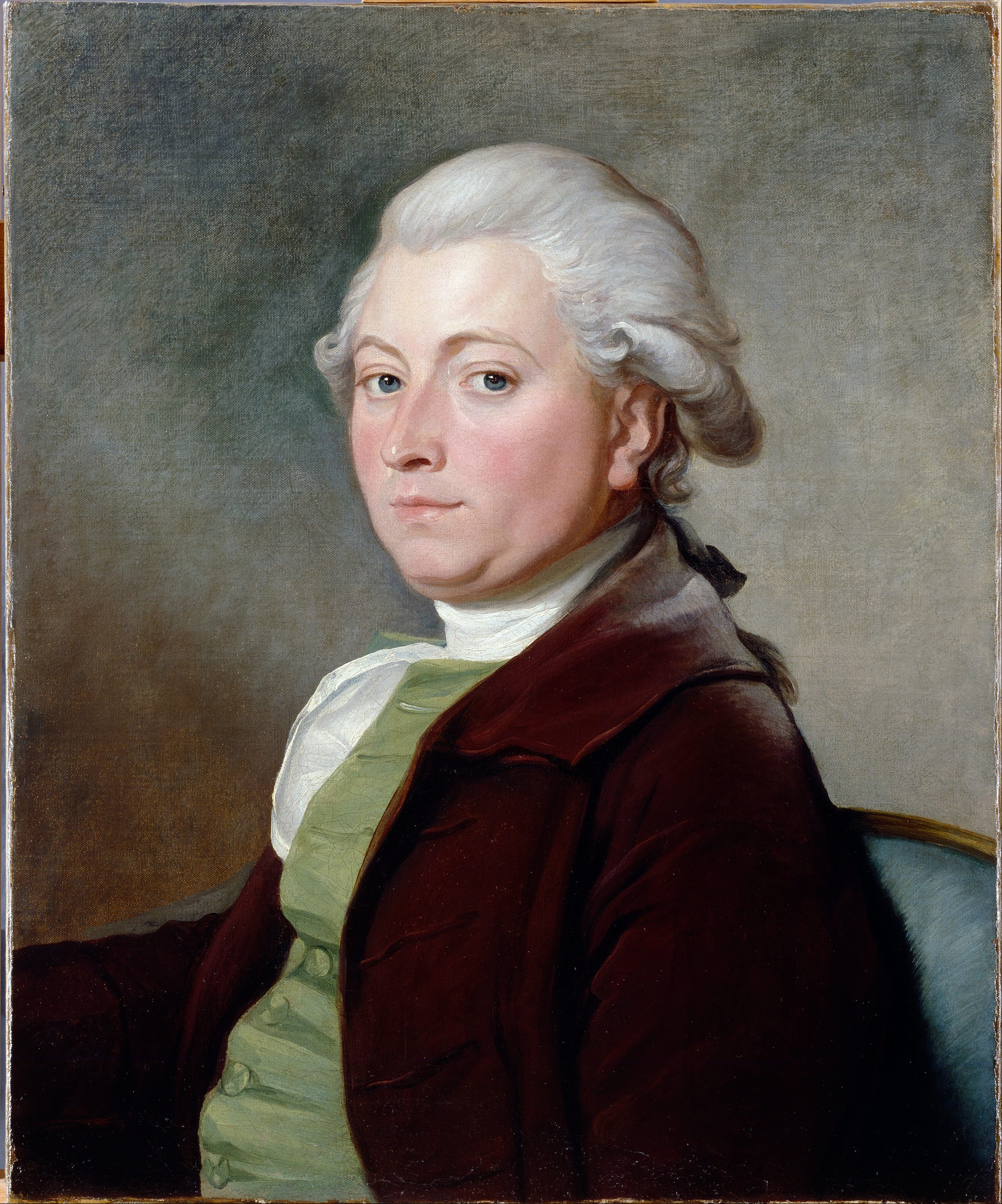
Portrait de Thomas Haines, Dulwich Picture Gallery.

- Thomas Haines, 61 × 50 cm, 1775-1780, Londres, Dulwich Picture Gallery.
- George Farmer, 91,4 × 69,2 cm, 1778, Londres, National Portrait Gallery.
- Captain Sir Richard Pearson, 91,5 × 71,1 cm, 1780, Londres, National Maritime Museum[3].
- The Honourable Charlotte Clive, 134,5 × 101,5 cm, 1787, National Trust, Powis Castle[4].